# Expansió vikinga

Mapa que mostra l'àrea dels assentaments escandinaus als segles VIII (vermell fosc), IX (vermell) i X (taronja); el groc mostra àrees conquerides pels normands al i el verd les àrees subjectes a incursions vikingues.

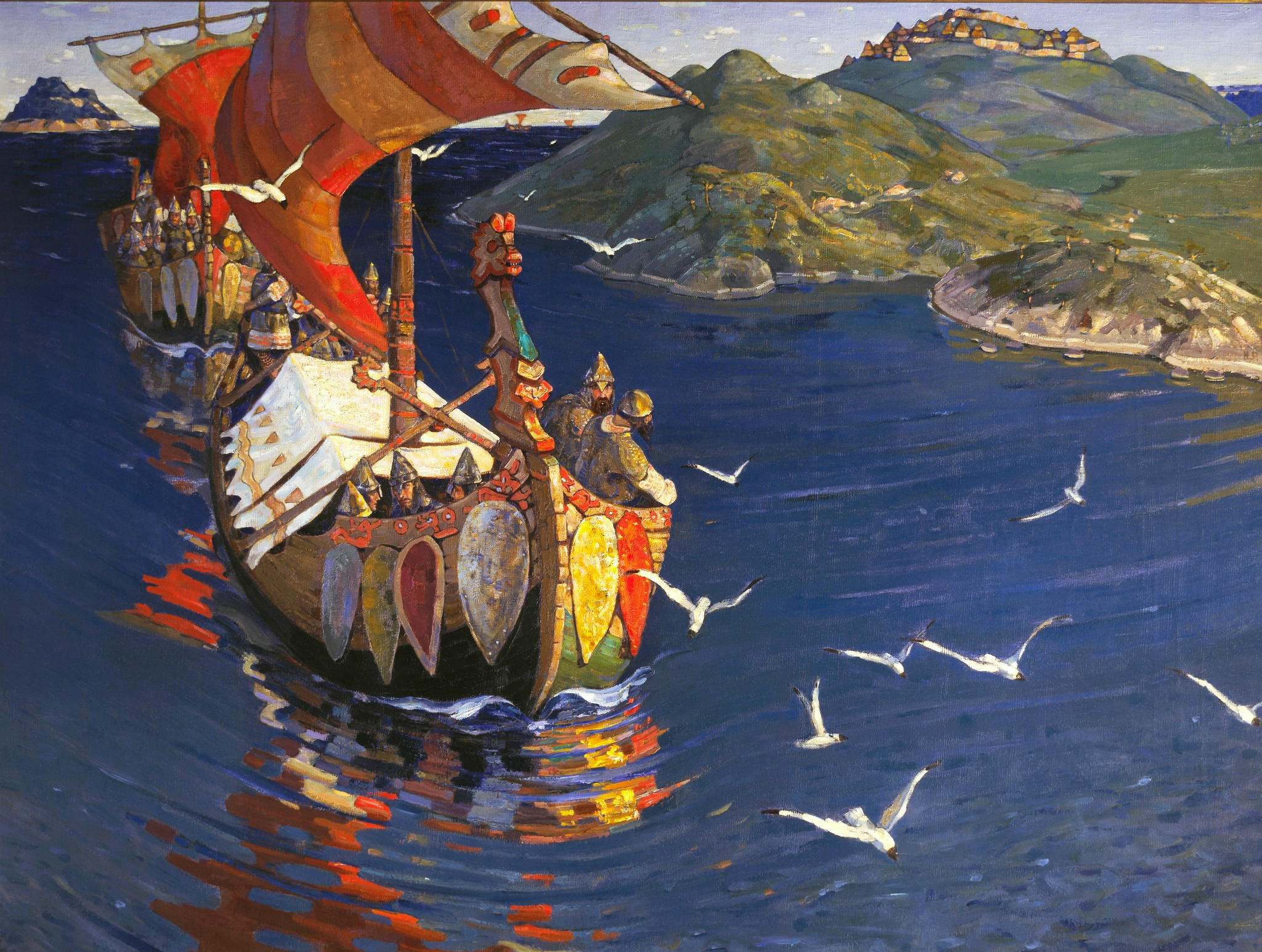
Guest from Overseas per Nicholas Roerich, 1901. Representa una incursió vikinga per varegs.

L′expansió vikinga és el procés pel qual els exploradors, comerciants i guerrers nòrdics, aquests últims coneguts en l'erudició moderna com vikings, van navegar la major part de l'Atlàntic Nord, arribant, pel sud, fins a l'Àfrica septentrional i, per l'est, Rússia, Constantinoble i el Pròxim Orient, com saquejadors, comerciants, colons i mercenaris. Alguns vikings sota el comandament de Leif Erikson, hereu de Erik el Roig, van arribar a Amèrica del Nord i van establir un assentament de curta durada en l'actual L'Anse aux Meadows, a la illa de Terranova (Canadà). Es van formar assentaments més duradors i establerts a Groenlàndia, Islàndia, les illes Fèroe, Gran Bretanya, Irlanda i Normandia.
Es debat si el terme viking representava tots els colons nòrdics o únicament els que incursionaven.

## Motivació per a l'expansió
Hi ha molt de debat entre els historiadors sobre el que va impulsar l'expansió vikinga. Els investigadors han suggerit que els vikings poden haver començat originalment a navegar i fer incursions a causa de la necessitat de buscar dones a terres estrangeres. El concepte va ser expressat en el segle xi per l'historiador Dudon de Saint-Quentin en la seva semi-imaginària De moribus et actis primorum Normanniae ducum. Els homes vikings rics i poderosos tendien a tenir moltes esposes i concubines, aquestes relacions poligínies poden haver portat a una escassetat de dones elegibles per a l'home viking mitjà, a causa d'això, podria haver estat obligat a dur a terme accions més arriscades per obtenir riquesa i poder trobar dones adequades. Els homes vikings sovint compraven o capturaven dones i les convertien en les seves esposes o concubines. El matrimoni poliginiós augmenta la competència masculina a la societat perquè crea un grup d'homes solters que estan disposats a participar en comportaments arriscats d'elevació d'estatus i recerca de sexe. Els Anals d'Úlster afirmen que el 821 els vikings van saquejar un poble irlandès i es van «emportar un gran nombre de dones en captivitat».
Una teoria comuna és que es tractava d'una recerca de represàlies contra els europeus continentals per les seves anteriors invasions de les terres natals dels vikings, com la campanya de Carlemany per obligar els pagans escandinaus a convertir-se al cristianisme matant tot aquell que es negués a batejar-se. Els que estan a favor d'aquesta explicació assenyalen que la penetració del cristianisme a Escandinàvia va causar un seriós conflicte i va dividir a Noruega durant gairebé un segle. Tot i això, el primer objectiu de les incursions vikingues no va ser el regne franc, sinó els monestirs cristians d'Anglaterra. Segons l'historiador Peter Sawyer, aquests van ser assaltats perquè eren centres de riquesa i les seves granges estaven ben proveïdes, no pas per raons religioses.

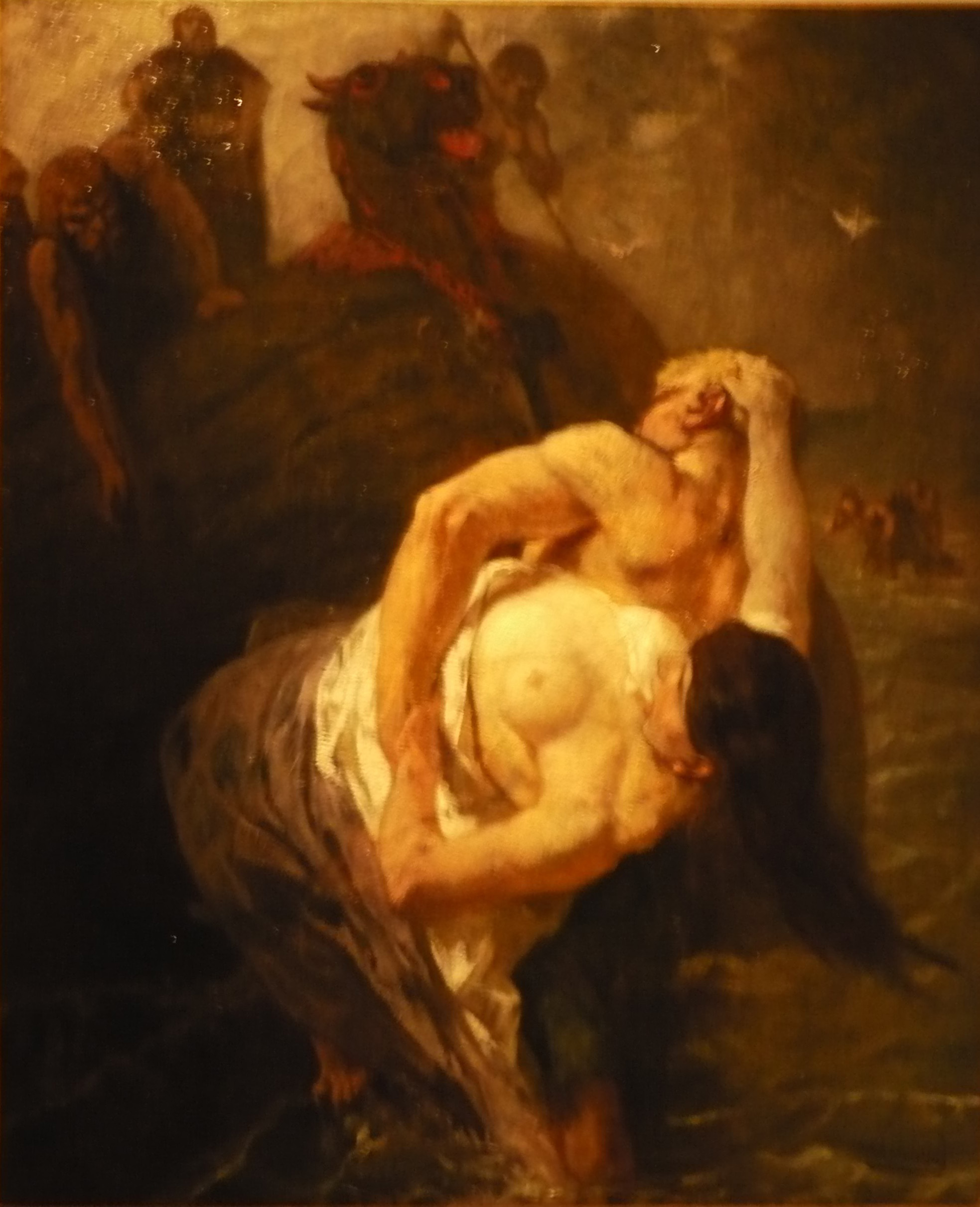
Una representació de vikings segrestant una dona. Els homes vikings sovint segrestaven dones estrangeres, per casar-se o concubinar, de les terres que havien saquejat. Il·lustrat pel pintor francès Évariste Vital Luminais en el.

Una altra idea és que la població vikinga havia superat el potencial agrícola de la seva terra natal. Això pot haver estat cert a l'oest de Noruega, on hi havia poques reserves de terra, però és poc probable que la resta d'Escandinàvia que estigués experimentant fam.
D'altra banda, alguns estudiosos proposen que l'expansió vikinga va ser impulsada per un efecte piràmide de població: com que el fill gran d'una família heretava habitualment tot el patrimoni familiar, els fills menors havien de buscar la seva fortuna emigrant o participant en incursions. Peter Sawyer suggereix que la majoria dels vikings van emigrar a causa de l'atractiu de posseir més terres en lloc de la necessitat de tenir-ne.
Tot i això, no s'ha demostrat definitivament que hi hagi hagut un augment de la població, un augment de la joventut o una disminució de la producció agrícola durant aquest període. Tampoc és clar per què aquestes pressions haurien impulsat l'expansió cap a l'exterior en lloc de cap a les vastes zones forestals sense cultivar de l'interior de la Península Escandinava, encara que potser l'emigració o les incursions marítimes hagin estat més fàcils o més rendibles que el rebuig de grans zones de bosc per a l'agricultura i el pasturatge en una regió amb un període vegetatiu limitat. També és possible que la disminució de la rendibilitat de les velles rutes comercials portés els vikings a buscar-ne de noves i més rendibles. El comerç entre Europa occidental i la resta d'Euràsia pot haver patit després que l'Imperi romà perdés les seves províncies occidentals segle v, i l'expansió de l'Islam al segle vii pot haver reduït les oportunitats comercials dins d'Europa occidental en redirigir els recursos al llarg de la Ruta de la Seda. El comerç a la Mediterrània estava en el seu nivell més baix de la història quan els vikings van començar la seva expansió. noves rutes comercials en terres àrabs i franques, i va prendre el control dels mercats comercials anteriorment dominats pels frisis després que els francs destruïssin la flota Frisiana.

### Demografia dels assentaments

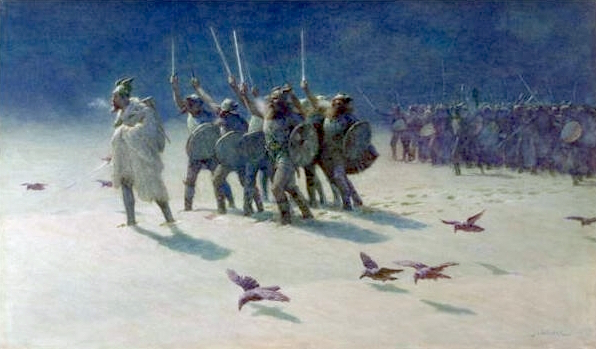
The Ravager, obra de John Charles Dollman, 1909.

Es creu que els assentaments vikings a Irlanda i la Gran Bretanya eren principalment empreses masculines; tanmateix, algunes tombes mostren una distribució gairebé igual d'homes i de dones. El desacord es deu en part al mètode de classificació; l'arqueologia anterior solia endevinar el sexe biològic a partir dels artefactes funeraris, mentre que l'arqueologia moderna pot utilitzar l'osteologia per trobar el sexe biològic, i l'anàlisi isotòpic per trobar l'origen -la presa de mostres d'ADN no sol ser possible-. Els homes enterrats durant aquest període en un cementiri de l'Illa de Man tenien principalment noms d'origen nòrdic, mentre que les dones d'allà tenien noms d'origen indígena. Les dones irlandeses i britàniques s'esmenten en textos antics sobre la fundació d'Islàndia, el que indica que els exploradors vikings van ser acompanyats allí per dones de les illes britàniques que van arribar voluntàriament o van ser portades per la força. Els estudis genètics de la població de les illes occidentals i l'Illa de Skye també mostren que els assentaments vikings van ser establerts principalment per vikings homes que es van aparellar amb dones de les poblacions locals d'aquests llocs. No obstant això, no tots els assentaments vikings eren principalment masculins. Els estudis genètics de la població de les illes Shetland suggereixen que les unitats familiars formades per dones i homes vikings eren la norma entre els migrants a aquestes zones.
Això pot ser degut al fet que zones com les illes Shetland, en estar més a prop d'Escandinàvia, eren objectius més adequats per a les migracions familiars, mentre que els assentaments fronterers més al nord ia l'oest eren més adequats per a grups de colonitzadors masculins no vinculats.

## Gran Bretanya i Irlanda

### Anglaterra

Versió moderna d'Anglaterra l'any 878, que representa el territori de Danelaw.

Territoris del rei Canut 1014-1035. (cal tenir en compte que les terres noruegues de Jämtland, Härjedalen, Idre i Särna no estan incloses en aquest mapa).

Durant el regnat del rei Beorhtric de Wessex (786-802) tres vaixells de Northmen van desembarcar a la badia de Portland a Dorset. L'administrador local va confondre els vikings amb comerciants i els va dirigir a la finca reial propera, però els visitants el van matar a ell i als seus homes. La primera incursió vikinga planejada que es va registrar, el 6 de gener de 793, va tenir com a objectiu el monestir de l'illa de Lindisfarne, davant de la costa nord-oriental del regne de Nortúmbria. Segons el cronista anglonormand del segle xii, Simeó de Durham, els invasors van matar els monjos residents o els van llançar al mar per ofegar-los o se'ls van emportar com a esclaus, juntament amb alguns dels tresors de l'església de Durham. En el 875, després de suportar vuit dècades de repetides incursions vikingues, els monjos van fugir de Lindisfarne, portant amb si les relíquies de sant Cutbert.
El 794, segons la Crònica anglosaxona, una petita flota vikinga va atacar un ric monestir a Jarrow. Els vikings van trobar una resistència més forta del que esperaven: els seus líders van ser assassinats. Els invasors van escapar, únicament perquè els seus vaixells varessin a Tynemouth i les tripulacions fossin assassinades pels vilatans. Això va representar una de les últimes incursions a Anglaterra que van patir durant uns 40 anys. Els vikings es van centrar a Irlanda i Escòcia.
Un grup de bandes fins llavors no coordinades de vikings predominantment danesos, l'any 865 es van unir per formar un gran exèrcit i van desembarcar a Ànglia Oriental. La Crònica anglosaxona va descriure aquesta força com el micel hæþen aquí (Gran exèrcit pagà) i va continuar dient que estava liderat per Ivar el Desossat i Halfdan Ragnarsson. L'exèrcit va creuar les Terres Mitjanes cap a Nortúmbria i va capturar a York (regne viking de York). El 871 l'exèrcit dels grans pagans va ser reforçat pel que es coneixia com el Gran exèrcit d'estiu, un dels seus líders era Guthrum I d'Estanglia. L'any 875 el Gran exèrcit pagà es va dividir en dues bandes, amb Guthrum liderant una d'elles de tornada al Regne de Wessex, i Halfdan portant els seus seguidors al nord. L'any següent, Halfdan Ragnarsson va repartir la terra de Northumbria entre els seus homes, els quals «van arrasar la terra i es van mantenir a si mateixos», aquesta terra va ser part del que es va conèixer com el Danelaw.
La majoria dels regnes anglesos, en estar en agitació, no podien enfrontar-se als vikings, però el rei Alfred el Gran va derrotar a l'exèrcit de Guthrum I d'Estanglia a la batalla d'Ethandun en el 878. Van seguir el Tractat de Wedmore aquest mateix any, i la Pau d'Alfred i de Guthrum el 886. Aquests tractats van formalitzar les fronteres dels regnes anglesos i el territori viking de Danelaw, amb disposicions per a les relacions pacífiques entre els anglesos i els vikings. Tot i aquests tractats, els conflictes van continuar de tant en tant. Alfredo i els seus successors eventualment van fer retrocedir la frontera vikinga i van reprendre York.
Una nova onada de vikings va aparèixer a Anglaterra el 947, quan Eric I de Noruega va capturar York. La presència vikinga va continuar durant el regnat del príncep danès Canut II de Dinamarca —que va regnar com a rei d'Anglaterra: 1016-1035—, després de tot això, una sèrie d'arguments d'herència van afeblir el poder dels hereus de Canut II.
Quan el rei Eduard el Confessor va morir en 1066, el rei noruec Harald III de Noruega va desafiar al seu successor com a rei d'Anglaterra, Harold II d'Anglaterra. Harald va ser assassinat, i el seu exèrcit noruec derrotat, per Harold el 25 de setembre de 1066 a la Batalla de Stamford Bridge. Harold II va morir quan Guillem el Conqueridor va derrotar a l'exèrcit anglès en la Batalla de Hastings a l'octubre de 1066, de manera que Guillem va ser coronat rei d'Anglaterra el 25 de desembre de 1066; no obstant això, van passar uns quants anys abans que pogués posar el regne sota el seu complet control. En 1070 el rei danès Svend II de Dinamarca va navegar pel Humber amb un exèrcit en suport d'Edgar Atheling, l'últim membre masculí supervivent de la família reial anglesa. No obstant això, després de capturar York, Svend va acceptar un pagament de Guillem per desertar d'Edgar. Cinc anys després un dels fills de Svend va salpar cap a Anglaterra per recolzar una altra rebel·lió anglesa, però havia estat aixafada abans que l'expedició arribés, així que es van conformar amb saquejar la ciutat de York i els seus voltants abans de tornar a casa.
En 1085 el fill de Svend, ara Canut IV de Dinamarca va planejar una gran invasió contra Anglaterra però la flota reunida mai va navegar, i no va haver-hi més invasions daneses serioses contra Anglaterra després d'això. Encara que, algunes incursions van ocórrer durant els problemes del regnat d'Esteve d'Anglaterra, quan el rei Øystein II de Noruega va aprofitar la guerra civil per saquejar la costa est d'Anglaterra, principalment Hartlepool i Whitby, així com fent una incursió a la costa de Yorkshire. No obstant això, la intenció era atacar, no conquerir, i la conclusió d'aquestes incursions va marcar la fi de l'era vikinga anglesa.

### Escòcia

Mapa del Regne de Mann i les Illes i del comtat de les Òrcades.

L'abadia d'Iona a la costa oest va ser assaltada per primera vegada el 794, i va haver de ser abandonada uns cinquanta anys més tard després de diversos atacs devastadors. Encara que hi ha pocs registres del primer període, es creu que la presència escandinava a Escòcia va augmentar a la dècada del 830. Hi ha alguna evidència de tal mobilitat, com les activitats missioneres irlandeses a Islàndia i les Illes Fèroe en el segle viii, però tampoc això és concloent.
Les illes al nord i oest d'Escòcia van ser fortament colonitzades per vikings noruecs. Shetland, Òrcades i les Hèbrides van quedar sota control nòrdic, de vegades com feus sota el rei de Noruega, i altres vegades com a entitats separades sota els reis de les Illes, el comtat d'Òrcades i els posteriors reis de Mann i les Illes. Les illes Shetland i Òrcades van ser les últimes a incorporar-se a Escòcia en una data tan tardana com el 1468.

### Gal·les
Gal·les no va ser colonitzada pels vikings de manera significativa com a l'est d'Anglaterra. No obstant això, els vikings es van assentar en petit nombre al sud, al voltant de Saint David's, Haverfordwest i Gower. Queden com a prova de l'assentament nòrdic topònims com Skokholm, Skomer i Swansea, però els vikings no van poder establir un estat propi ni controlar Gal·les a causa de les poderoses forces dels reis gal·lesos i, a diferència d'Escòcia, l'aristocràcia va resultar relativament il·lesa.
No obstant això, després de l'exitosa aliança vikinga amb Bretanya el 865, els britànics van fer les paus amb els danesos, i una aliança vikinga/gal·lesa el 878 va derrotar a un exèrcit anglosaxó de Mèrcia. Encara que els gal·lesos havien estat durant molt de temps enemics del regne anglosaxó de Mèrcia, la seva relació amb el regne anglosaxó de Wessex era una mica més càlida. La Crònica anglosaxona del 893, per exemple, es refereix als vikings perseguits per una força combinada de saxons de l'oest i del nord de Gal·les al llarg del riu Severn. L'exèrcit combinat anglosaxó i gal·lès finalment va superar els vikings i va poder derrotar-los a la batalla de Buttington.
La ciutat de Swansea, va ser fundada per Svend I de Dinamarca, que en 1013 era rei dels danesos, anglosaxons i noruecs. El nom anglès de la ciutat deriva del nòrdic antic: Sveinsey, que significa «illa de Sweyn» o «cala de Sweyn». La veïna península de Gower té alguns noms de llocs d'origen nòrdic. Per exemple, Worm's Head és d'origen nòrdic antic: ormr, paraula per a serp o drac, ja que els vikings creien que l'illa en forma de serp era un drac adormit. A uns 32 quilòmetres a l'oest de Cardiff, a la costa del Vale of Glamorgan, es troba l'illa semi inundada de Tusker Rock, que pren el seu nom de Tuska, el viking que va establir un assentament a la zona.

### Cornualles
La Crònica anglosaxona va informar que els homes pagans (els danesos) van assaltar Charmouth, Dorset el 833, després el 997 van destruir la ciutat de Lydford a Dartmoor, i el 1001 fins al 1003 van ocupar l'antiga ciutat romana d'Exeter.
Els còrnics van ser subjugats pel rei Athelstan, d'Anglaterra, el 936 i la frontera finalment es va establir al riu Tamar. No obstant això, els còrnics van romandre semiautònoms fins a la seva annexió a Anglaterra després de la conquesta normanda.

### Irlanda

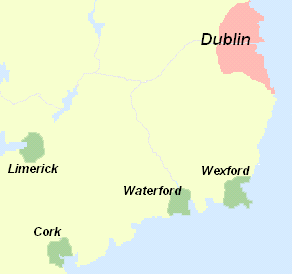
Mapa que mostra les àrees de control nòrdic a Irlanda al.

Els vikings van dur a terme extenses incursions a Irlanda i van fundar moltes ciutats, incloent Dublín, Limerick, Wexford, Waterford, Wicklow, Arklow i Leixlip. La literatura, l'artesania i els estils decoratius d'Irlanda i la Gran Bretanya reflectien la cultura escandinava. Els vikings comerciaven als mercats irlandesos de Dublín. A les excavacions es van trobar teixits importats d'Anglaterra, l'Imperi Romà d'Orient, Pèrsia i Àsia central. Dublín va augmentar tant al segle xi que es van construir cases fora dels murs de la ciutat.
Els vikings van saquejar els monestirs de la costa oest d'Irlanda el 795, i després es van estendre per cobrir la resta de la costa. Lo nòrd e l'èst de l'isla foguèron los mai afectats. Durant els primers 40 anys, les incursions van ser dutes a terme per petits grups de vikings. A partir del 830, els grups van consistir en grans flotes de vaixells vikings i a partir d'una dècada després, els vikings van començar a establir bases permanents a les costes. Dublín va ser l'assentament més important a llarg termini. Els irlandesos es van acostumar a la presència i la cultura vikinga, en alguns casos es van convertir en aliats i també es van casar amb ells.
Els Anals d'Úlster afirmen que el 821 els vikings van saquejar un poble irlandès i «es van emportar un gran nombre de dones al captiveri».
L'any 832, una flota vikinga d'uns 120 vaixells sota el comandament de Turgesius va envair els regnes de les costes nord i est d'Irlanda. Alguns creuen que l'augment del nombre d'invasors va coincidir amb els desitjos dels líders escandinaus de controlar les rendibles incursions a les costes occidentals d'Irlanda. A mitjan dècada del 830, les incursions van començar a endinsar-se més a Irlanda, les vies navegables van fer possible aquesta penetració més profunda. Després del 840, els vikings tenien diverses bases en llocs estratègics de tota Irlanda.
El 838, una petita flota vikinga va entrar al riu Liffey a l'est d'Irlanda, probablement liderada pel cacic Saxolb (Soxulfr) que va ser assassinat més tard aquest any. Els vikings van establir una base, que els irlandesos van anomenar Longphort. Aquest Longphort es convertiria eventualment en Dublín. Després d'aquesta interacció, els irlandesos van experimentar les forces vikingues durant uns 40 anys. Els vikings també van establir longphorts a Cork, Limerick, Waterford i Wexford. Van ser expulsats d'Irlanda per un curt període el 902, però van tornar a Waterford el 914 per fundar el que es convertiria a la primera ciutat d'Irlanda. Els altres longphorts aviat van ser reocupats i es van desenvolupar a ciutats i pobles.

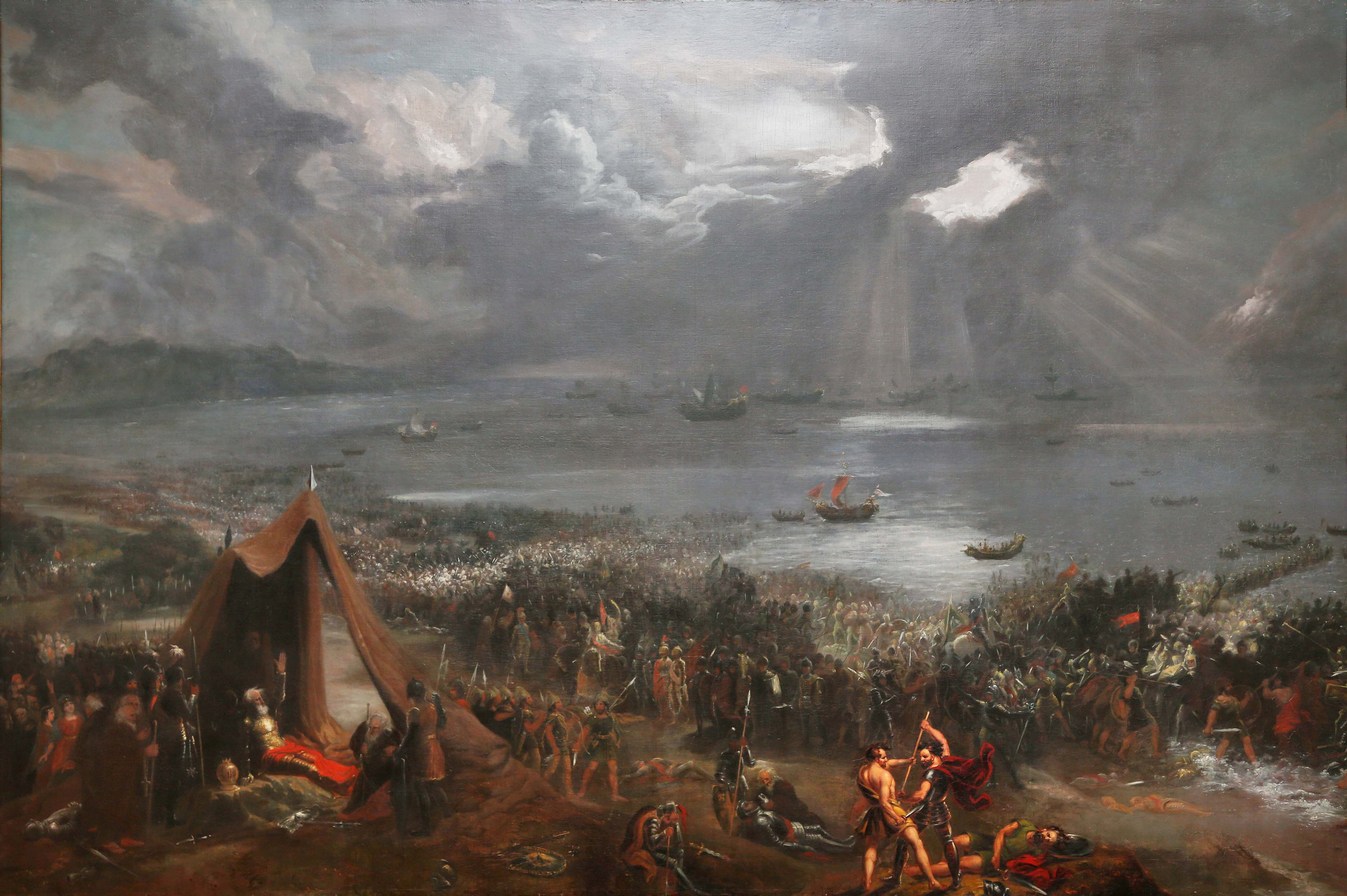
Batalla de Clontarf, pintura d'Hug Frazer (1826).

L'última gran batalla irlandesa en què van participar vikings va ser la batalla de Clontarf de l'any 1014, en què una gran força del món panviking i els seus aliats irlandesos es van oposar a Brian Boru, llavors Rei Suprem d'Irlanda i les seves forces, un petit contingent dels quals eren desertors vikings. La batalla es va lliurar en el que ara és el suburbi de Dublín de Clontarf el Divendres Sant d'aquell any. Brian Boru, el rei Suprem d'Irlanda, havia permès al rei viking de Dublín, Sigtrygg Silkiskegg, un any per preparar-se per al seu proper assalt. La salvatge melé entre els fortament enviats nòrdics i els gaèlics sense armadura, però impertèrrits, va acabar en una derrota dels vikings i els seus aliats irlandesos. Ambdós bàndols van prendre comptes amb cura durant la batalla, i així molts guerrers famosos es van buscar l'un a l'altre per al combat personal i la glòria. El rei Suprem Brian, que tenia gairebé vuitanta anys, no es va involucrar personalment a la batalla però es va retirar a la seva botiga on va passar el dia resant en silenci. El viking Bróðir es va topar amb la botiga de Brian mentre fugia del camp de batalla i juntament amb alguns altres seguidors, van aprofitar l'oportunitat sorprenent i matant l'ancià Brian. Wolfur el Peleón, més tard va localitzar i va matar a Bróðir per esbudellament. La batalla de Clontarf va estar força igualada durant la major part del dia i cada bàndol tenia un gran respecte per la destresa de l'altre; tot i això, al final, els irlandesos van obligar els nòrdics a tornar al mar. Molts dels vikings que fugien es van ofegar a les onades a causa dels seus pesats abrics de malla, mentre lluitaven per la seguretat de les seves naus de càrrega; uns altres van ser perseguits i assassinats terra endins. Després de la batalla, el poder viking va desaparèixer a Irlanda per sempre, encara que molts nòrdics assentats van romandre a les ciutats i van prosperar enormement amb els irlandesos a través del comerç. Amb Brian mort, Irlanda va tornar al regne fracturat que havia estat, però estava lliure de la depredació vikinga.

## Europa continental

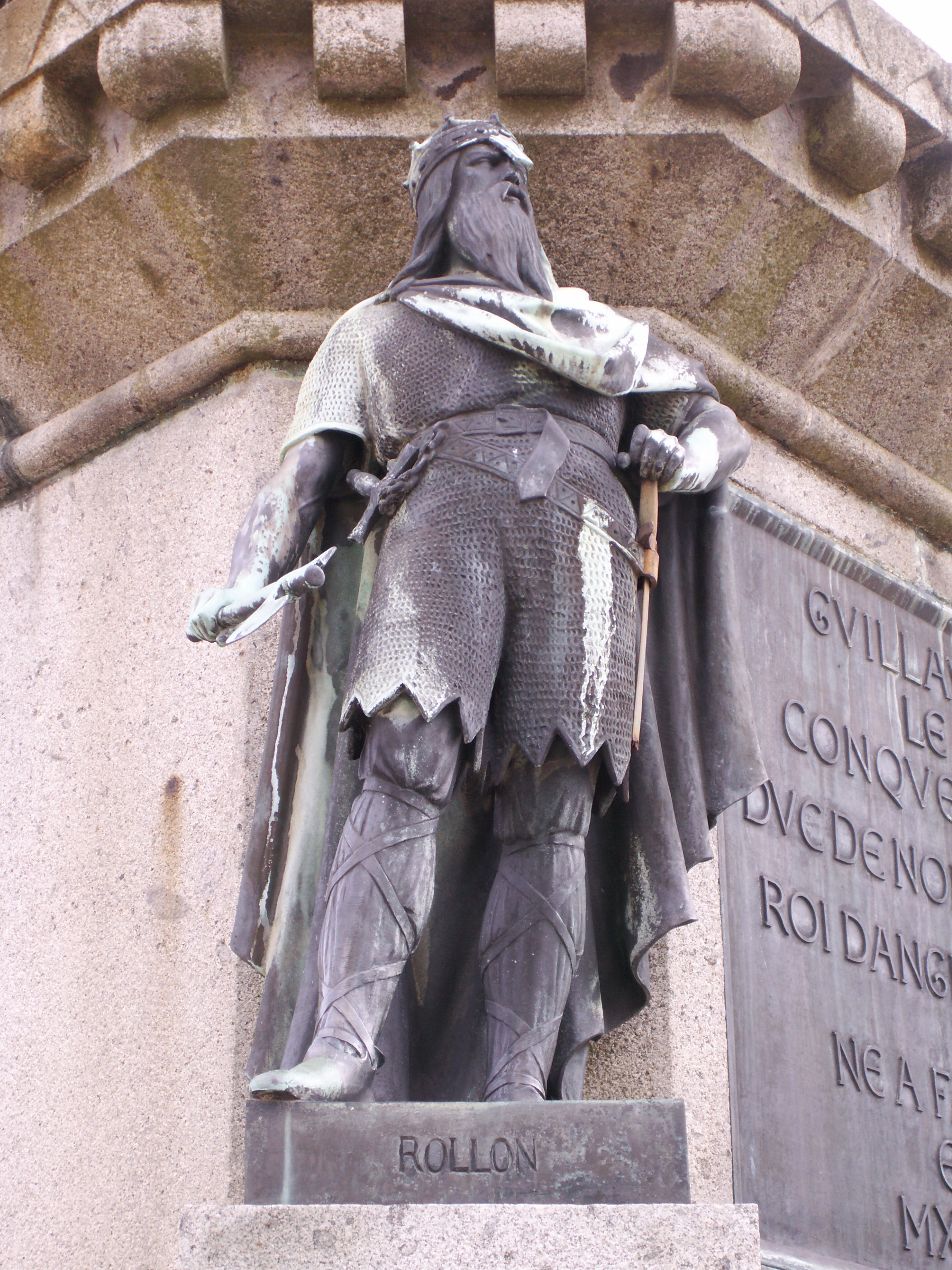
Escultura de Hrolf Ganger, duc de Normandia.

### Normandia
El nom de Normandia en si denota l'origen viking, després del seu assentament quan es va conèixer com a Northmanni o «homes del nord».
La presència vikinga a Normandia va començar amb incursions en el territori de l'Imperi franc, des de mitjans del segle ix, les quals es van estendre profundament al territori franc i van incloure el saqueig de moltes ciutats prominents com Ruan, París i l'abadia de Jumièges. La incapacitat del rei franc Carles el Calb, i més tard de Carles III el Simple, per evitar aquestes incursions vikingues els va obligar a oferir enormes pagaments de plata i or per evitar qualsevol altre saqueig. Aquests pagaments van ser de curta durada i els invasors danesos sempre tornaven per més.
El ducat de Normandia va ser creat per al líder viking Hrolf Ganger —també conegut com a Rol·ló—, després d'haver assetjat París. En el 911, Hrolf va entrar a vasallatge amb el rei dels francs occidentals Carles el Simple a través del Tractat de Saint-Clair-sur-Epte. Aquest tractat va fer d'Hrolf el primer Dux Normannorum, a més, va acceptar ser batejat en casar-se amb Gisela de França, la filla il·legítima de Carles. A canvi del seu homenatge i lleialtat, Hrolf va guanyar legalment el territori que ell i els seus aliats vikings havien conquerit prèviament.
Els descendents d'Hrolf i els seus seguidors van adoptar les llengües gal·loromàniques locals i es van casar amb els habitants originals de la zona, convertint-se en els normands —una barreja normanda francòfona d'escandinaus i francs i gals indígenes. L'idioma normand reflectia en gran manera la influència del danès, ja que moltes paraules —especialment les relatives a la navegació— es van prendre prestades del nòrdic antic, o del danés antiguo. Més que l'idioma en si mateix, la toponímia normanda conserva una forta influència nòrdica. No obstant això, únicament s'han trobat alguns rastres arqueològics: espases tretes del riu Sena entre el seu estuari i Ruan, la tomba d'una vikinga a Pîtres, els dos martells de Thor a Saint-Pierre-de-Varengeville i Sahurs, i més recentment l'horda de monedes vikingues a Saint-Pierre-des-Fleurs.
Guillem I d'Anglaterra, duc de Normandia (el Conqueridor) i descendent d'Horlf, es va convertir en rei d'Anglaterra després que va derrotar a Harold II d'Anglaterra i el seu exèrcit en la batalla de Hastings a l'octubre de 1066. Com a rei d'Anglaterra, va conservar el feu de Normandia per a ell i els seus descendents. Els reis d'Anglaterra van reclamar Normandia, així com les seves altres possessions a França, cosa que va portar diverses disputes amb els francesos. Això va culminar amb la confiscació francesa de Gascunya que va precipitar el que es va conèixer com la Guerra dels Cent Anys, en 1337.

### Frància Occidental i oriental
La  Frància Occidental i central van sofrir més severament que l'oriental durant les incursions vikingues del segle ix. El regnat de Carles el Calb va coincidir amb algunes de les pitjors d'aquestes incursions, encara que va prendre mesures, per mitjà de l'Edicte de Pistres l'any 864, per assegurar un exèrcit permanent de cavalleria sota control real i poder ser cridat, en tot moment quan fos necessari, per defensar-se dels invasors. També va ordenar la construcció de ponts fortificats per evitar incursions a l'interior.
Als segles IX i X, els vikings van assaltar les ciutats frisones i franques, en grans parts indefenses, situades a la costa i al llarg dels rius dels Països Baixos. Encara que els vikings mai es van assentar en gran nombre en aquestes àrees, van establir assentaments a llarg termini i fins i tot van ser reconeguts com a senyors en alguns casos. Es van establir a Saint-Florent-le-Vieil a la desembocadura del riu Loira, a Taillebourg a la meitat del Charente Marítim, també al voltant de Baiona a les ribes del riu Adur, a Noirmoutier i òbviament en el riu Sena (Ruan) en el que es convertiria en Normandia.
Anvers va ser assaltada el 836. Més tard va haver-hi incursions a Gant, Kortrijk, Tournai, Lovaina i les àrees al voltant del riu Mosa, el Rin, el Rupel i els afluents d'aquests rius. Les incursions es van dur a terme des de les bases establertes a Asselt, Walcheren, Wieringen i Elterberg (o Eltenberg, un petit turó prop d'Elten). En la tradició històrica holandesa i frisona, el principal centre de comerç frisó de Dorestad va declinar després de les incursions vikingues de 834 a 863; no obstant això, com que no s'han trobat proves arqueològiques convincents dels vikings al lloc (fins al 2007), els dubtes sobre això han augmentat els últims anys.
Una de les famílies vikingues més importants dels Països Baixos va ser la de Rorik de Dorestad (amb seu a Wieringen) i el seu germà Harald el Jove (amb seu a Walcheren). Al voltant del 850, Lotari I va reconèixer a Rorik com a governant de la major part de Frísia. I de nou en el 870 Rorik va ser rebut per Carles el Calb a Nimega, de qui es va convertir en vassall. Les incursions vikingues van continuar durant aquest període. El fill de Harald, Rodulf Haraldsson, i els seus homes van ser assassinats per la gent d'Ostergo l'any 873. Rorik va morir en algun moment abans de l'any 882.
Tresors vikings enterrats, consistents principalment en plata, han estat trobats als Països Baixos. Dos d'aquests tresors han estat trobats a Wieringen. Un gran tresor trobat a Wieringen el 1996 data del voltant del 850 i es creu que potser està relacionat amb Rorik. L'enterrament de tan valuós tresor es considera una indicació que hi havia un assentament permanent a Wieringen.

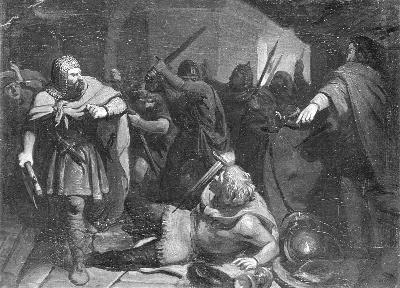
Assassinat de Godofred de Frísia. Jacobus van Dijck (1817-1896).

Al voltant de l'any 879, Godofred de Frísia va arribar a terres frisones com el cap d'una gran força que va terroritzar als Països Baixos. Fent servir Gant com la seva base, van arrasar la pròpia Gant juntament amb Maastricht, Lieja, Stavelot, Prüm, Colònia i Coblença. Controlant la major part de Frísia entre el 882 i la seva mort en el 885, Godofred va ser conegut per la història com Godfrid, duc de Frísia. El seu senyoriu sobre Frísia va ser reconegut per Carles III el Gros, li va concedir el ducat de Frísia i es va convertir en vassall de Carles III. Al setge d'Asselt del 882, els francs van assetjar un campament viking a Asselt a Frísia. Encara que els vikings no van ser forçats per les armes a abandonar el seu campament, es van veure obligats a arribar a un acord en què el seu líder, Godofred, es va convertir al cristianisme. Va ser assassinat l'any 885, després de la qual cosa Gerulf II d'Holanda va assumir el senyoriu i el govern viking de Frísia va arribar a la seva fi.
Les incursions vikingues als Països Baixos van continuar durant més d'un segle. Restes d'atacs vikings que daten del 880 al 890 han estat trobades a Zutphen i Deventer. Els últims atacs van tenir lloc a Tiel el 1006 i a Utrecht l'any 1007.

### Península Ibèrica

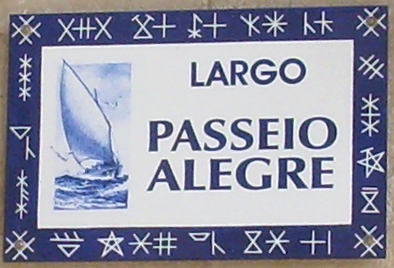
Una placa de carrer a Póvoa de Varzim, Portugal, amb Siglas poveiras (descrivint els noms de les famílies locals), relacionades amb els Bomärken escandinaus. El vaixell dibuixat (Poveiro), alguns investigadors diuen que es deriva de l'arquetip del vaixell viking.

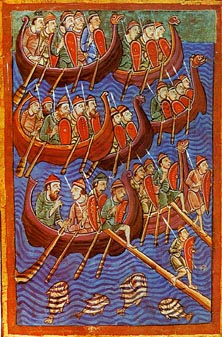
Representació d'una flota vikinga del.

Comparada amb la resta d'Europa occidental, la península Ibèrica sembla haver estat poc afectada per l'activitat vikinga, tant al nord cristià com al sud musulmà. En algunes de les seves incursions a Iberia, els vikings van ser aixafats pel Regne d'Astúries o els exèrcits de l'emirat de Còrdova.
El nostre coneixement dels vikings a Ibèria es basa principalment en relats escrits, molts dels quals són molt més tardans que els esdeveniments que pretenen descriure, i sovint també ambigus sobre els orígens o l'ètnia dels assaltants que esmenten. Una petita evidència arqueològica possible ha sortit a la llum, però la investigació en aquesta àrea està en curs. L'activitat vikinga a la península Ibèrica sembla haver començat a mitjan segle ix com una extensió de les seves incursions i l'establiment de bases a França, però encara que els vikings hi poden haver hivernat, encara no hi ha proves de comerç o assentament.
L'esdeveniment més prominent i probablement més significatiu va ser una incursió al 844, es va endinsar pel riu Garona, i empesos per una tempesta van acabar arribant fins a Galícia. Quan els vikings van atacar La Corunya es van trobar amb l'exèrcit del rei Ramir I i van ser fortament derrotats. Moltes de les baixes dels vikings van ser causades per les balistes dels gallecs: poderoses armes de projectils de torsió que semblaven més aviat ballestes gegants. Seixanta dels vaixells dels vikings van ser capturats a la platja i cremats i van obligar la resta d'atacants a fugir cap al sud.
Després en el sud, van procedir assaltant Lisboa i Sevilla en aquest mateix any 844. Aquesta incursió vikinga a Sevilla sembla haver constituït un atac significatiu.
Entre els anys 859-861 va haver-hi una altra onada d'incursions vikingues, aparentment per un sol grup. Tot i algunes històries elaborades en fonts recents, poc se sap amb certesa sobre aquests atacs. Després d'incursions infructuoses tant al nord d'Iberia com a l'al-Àndalus, els vikings semblen també haver atacat altres objectius mediterranis —possiblement, incloent-hi Itàlia, Alexandria i Constantinoble — i potser hivernant a França.
L'evidència de l'activitat vikinga a Ibèria desapareix després de la dècada del 860, fins a la dècada dels anys 960-970, quan una sèrie de fonts com la dels historiadors Dudon de Saint-Quentin, Ibn Hayyan, i Ibn Idhari, juntament amb una sèrie de cartes documentals de la Iberia cristiana, encara que individualment no són fiables, en conjunt ofereixen proves convincents de les incursions vikingues a Ibèria a les dècades del 960 i el 970.
Fragments d'os de ratolí dels segles X-XI trobats a Madeira, juntament amb l'ADN mitocondrial de ratolins de Madeira, suggereix que els vikings també van venir a Madeira (portant ratolins amb ells), molt abans que l'illa fos colonitzada per Portugal.
Les proves força extenses d'incursions vikingues menors a Ibèria continua a principis del segle xi en narracions posteriors -incloses algunes sagues islandeses- ia les cartes del nord d'Iberia. A mesura que l'era vikinga arribava a la fi, els escandinaus i els normands van continuar tenint oportunitats de visitar i envair Iberia, mentre els de la península es dirigien a Terra Santa per a peregrinar en creuades, o en connexió amb les conquestes normandes a la Mediterrània. Exemples clau en la literatura d'aquesta saga són Sigurd I de Noruega (rei de Noruega 1103-1130) i Ragnvald Kali Kolsson (mort a 1158).

### Itàlia i Sicília
Al voltant de l'any 860, Ermentari de Noirmoutier i els Annales Bertiniani de l'abadia de Sant Bertin proporcionen proves contemporànies de vikings amb base a França que es dirigien a Iberia i d'aquí a Itàlia.
Tres o quatre pedres rúniques varegues sueques del segle xi esmenten Itàlia, recordant als guerrers que van morir a 'Langbarðaland', el nom nòrdic antic del sud d'Itàlia (Longibardia minor). Sembla clar que en comptes de ser normands, aquests homes eren mercenaris varegs lluitant per l'Imperi Romà d'Orient. Els varegs poden haver estat desplegats primer com a mercenaris a Itàlia contra els àrabs ja el 936.
Més tard, diversos nobles anglodanesos i noruecs van participar en la conquesta normanda d'Itàlia Meridional. Harald III de Noruega, que més tard es va convertir en rei de Noruega, sembla haver participat en la conquesta normanda de Sicília entre 1038 i 1040, Més tard, diversos nobles anglo-danesos i noruecs van participar en la conquista normanda d'Itàlia Meridional. Harald III de Noruega, que més tard es va convertir en rei de Noruega, sembla haver participat en la conquista normanda de Sicília entre 1038 i 1040, Va estar allí Edgar Atheling, que va deixar Anglaterra en 1086. El jarl Erling Skakke va guanyar el seu sobrenom després d'una batalla contra els àrabs a Sicília. D'altra banda, molts rebels anglo-danesos que fugien de Guillem el Conqueridor, es van unir als romans d'Orient en la seva lluita contra Robert Guiscard, duc de Pulla, al sud d'Itàlia.

### Llevant islàmic

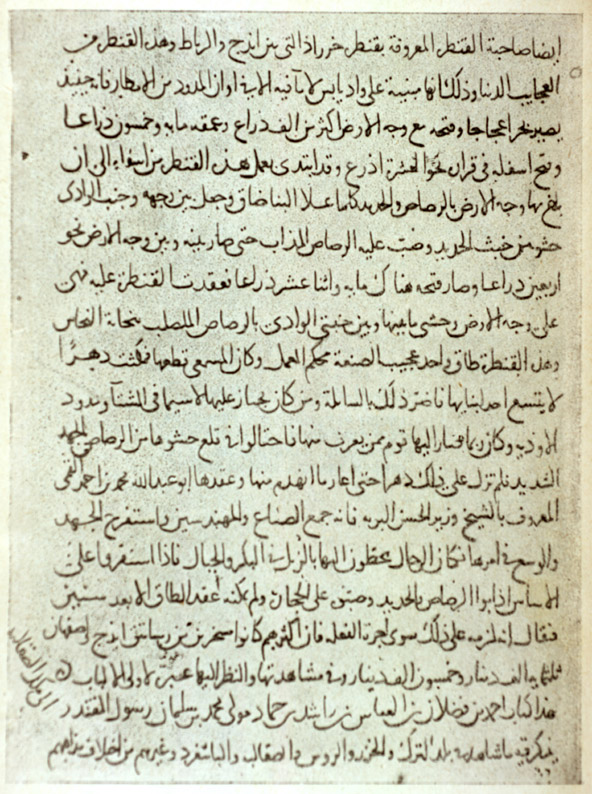
Manuscrit de la crònica d'Ahmad ibn Fadlan.

El conegut Harald III de Noruega, també serviria a l'emperador romà a Palestina, així com en les incursions al nord d'Àfrica, l'Orient Mitjà fins a Armènia i l'illa de Sicília al segle xi, com es relata en el seu conjunt de sagues nòrdiques Heimskringla, per Snorri Sturluson.
Les proves de les empreses nòrdiques a Aràbia i Àsia central poden trobar-se a les pedres rúniques erigides a Escandinàvia pels parents dels aventurers vikings caiguts. homes que van morir a Serkland (possiblement Aràbia).
Mentrestant, a la Mediterrània oriental, els nòrdics (anomenats Rus') eren vists més com a «guerrers comerciants» ja que estaven principalment associats amb el comerç i els negocis. De fet, un dels únics relats detallats d'un enterrament viking prové de les cròniques d'Ahmad ibn Fadlan. De vegades aquesta relació comercial es trencava amb la violència, ja que les armades russes van fer incursions a la mar Càspia almenys en tres ocasions, en els anys 910, 912 i 943.

### Europa oriental
Els vikings es van assentar a les zones costaneres al llarg del mar Bàltic i al llarg dels rius interiors dels territoris russos com Stàraia Làdoga, Veliki Nóvgorod i al llarg de les principals vies fluvials de l'Imperi Romà d'Orient.

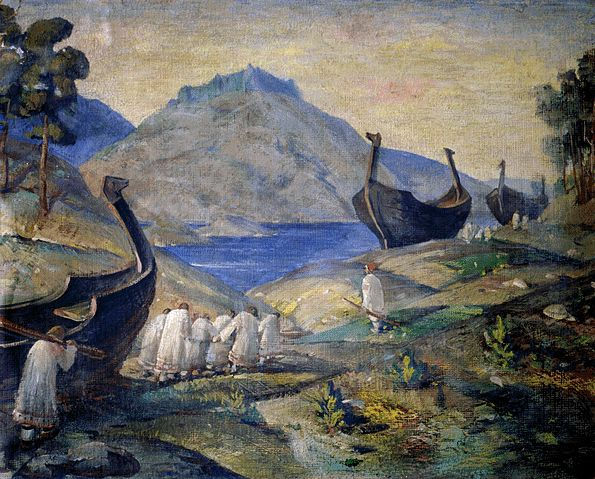
Rus' varegs i els seus drakkar a Garðaríki, per Nicholas Roerich.

Els varegs o varangis (en idioma rus i ucraïnès: Варяги, Varyagui/Varyahy) de vegades anomenats varengs, eren escandinaus que van emigrar cap a l'est i el sud a través del qual avui és Rússia, Bielorússia i Ucraïna principalment als segles IX i X. Compromesos amb el comerç, la colonització, la pirateria i les activitats mercenàries, van vagar pels sistemes fluvials i els ports de Garðaríki, arribant i assentant-se a la mar Càspia i Constantinoble.
Es diu que la participació real dels varegs va arribar després que les tribus eslaves de la regió els demanessin que vinguessin a establir l'ordre, ja que aquestes tribus estaven en constant guerra entre si («El nostre país és ric i immens, però està esquinçat pel desordre. Veniu a governar-nos ia regnar sobre nosaltres.».) Les tribus es van unir i van governar sota el lideratge de Riúrik, líder d'un grup de varegs, que havia aconseguit establir un conjunt de ciutats i llocs comercials al llarg dels rius  Volga i Dniéper, que eren perfectes per al comerç amb l'Imperi Romà d'Orient, els successors de Riúrik van poder conquerir i unir les ciutats al llarg de les ribes d'aquests rius, i establir el Kanat de Rus'. Malgrat la distinció dels varegs de les tribus eslaves locals al principi, al segle x els varegs van començar a integrar-se a la comunitat local, i a la fi del segle xii havia sorgit un nou poble: els rus'.

#### Geòrgia

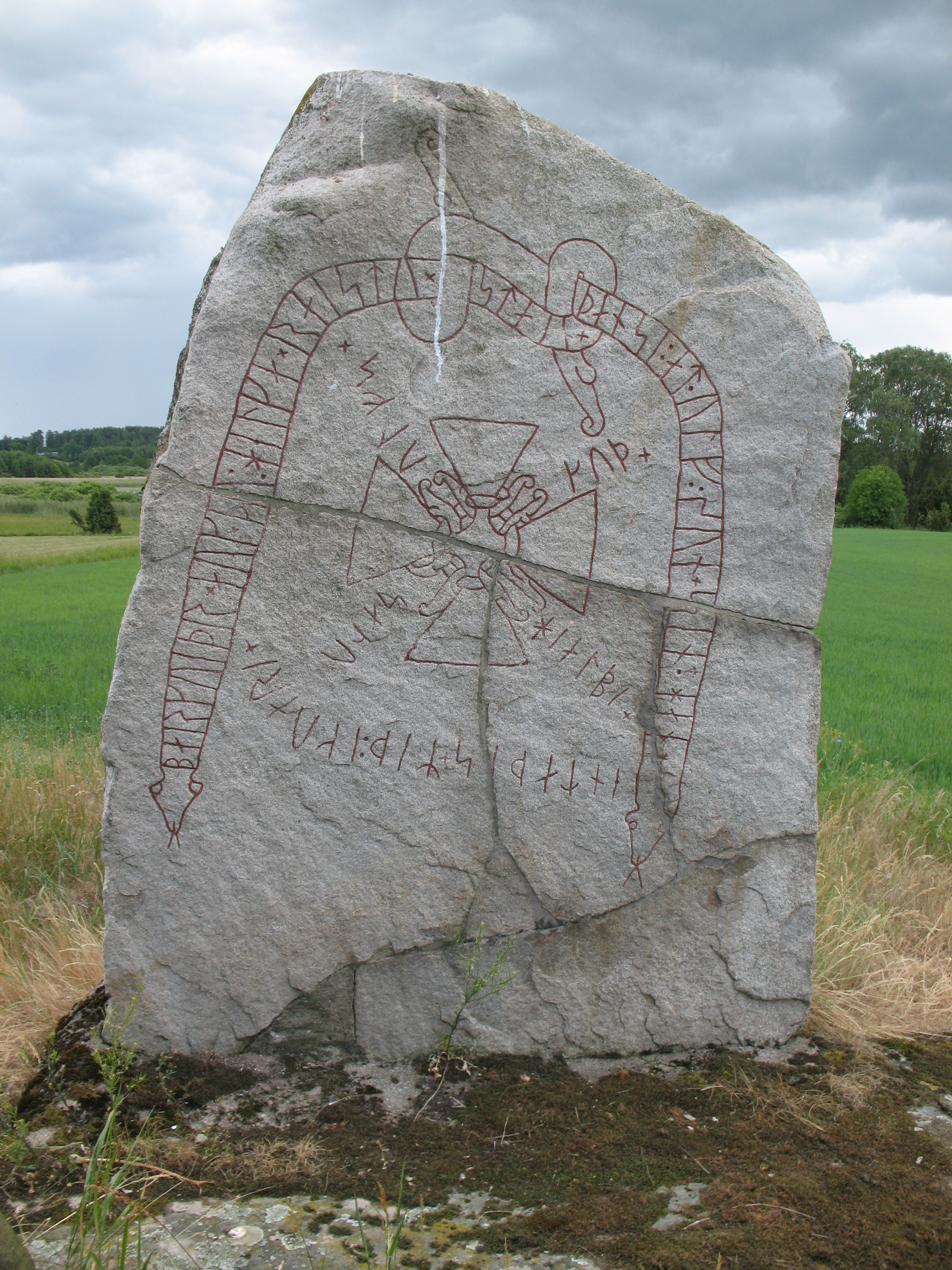
Pedra rúnica Sö 9. On apareix el nom de Ingvarr.

Al voltant de 1036, els varegs van aparèixer prop del llogaret de Bashi al riu Rioni, per establir un assentament permanent de vikings al regne de Geòrgia. Les cròniques georgianes els van descriure com a 3.000 homes que havien viatjat des d'Escandinàvia a través de l'actual Rússia, remant pel riu Dniéper i a través de la mar Negra. El rei Bagrat IV els va donar la benvinguda a Geòrgia i va acceptar-ne alguns en l'exèrcit georgià; diversos centenars de vikings van lluitar al costat de Bagrat a la batalla de Sasireti en 1047.
Altres vikings van continuar cap a l'oest, desapareixent després de la història. Investigadors suecs han suggerit recentment que la història de les Cròniques georgianes tracta de l'expedició sueca del cacic viking Ingvar den Vittfarne (Ingvar el Viatger), que apareix en moltes pedres rúniques al centre de Suècia.

## Atlàntic Nord

### Islàndia

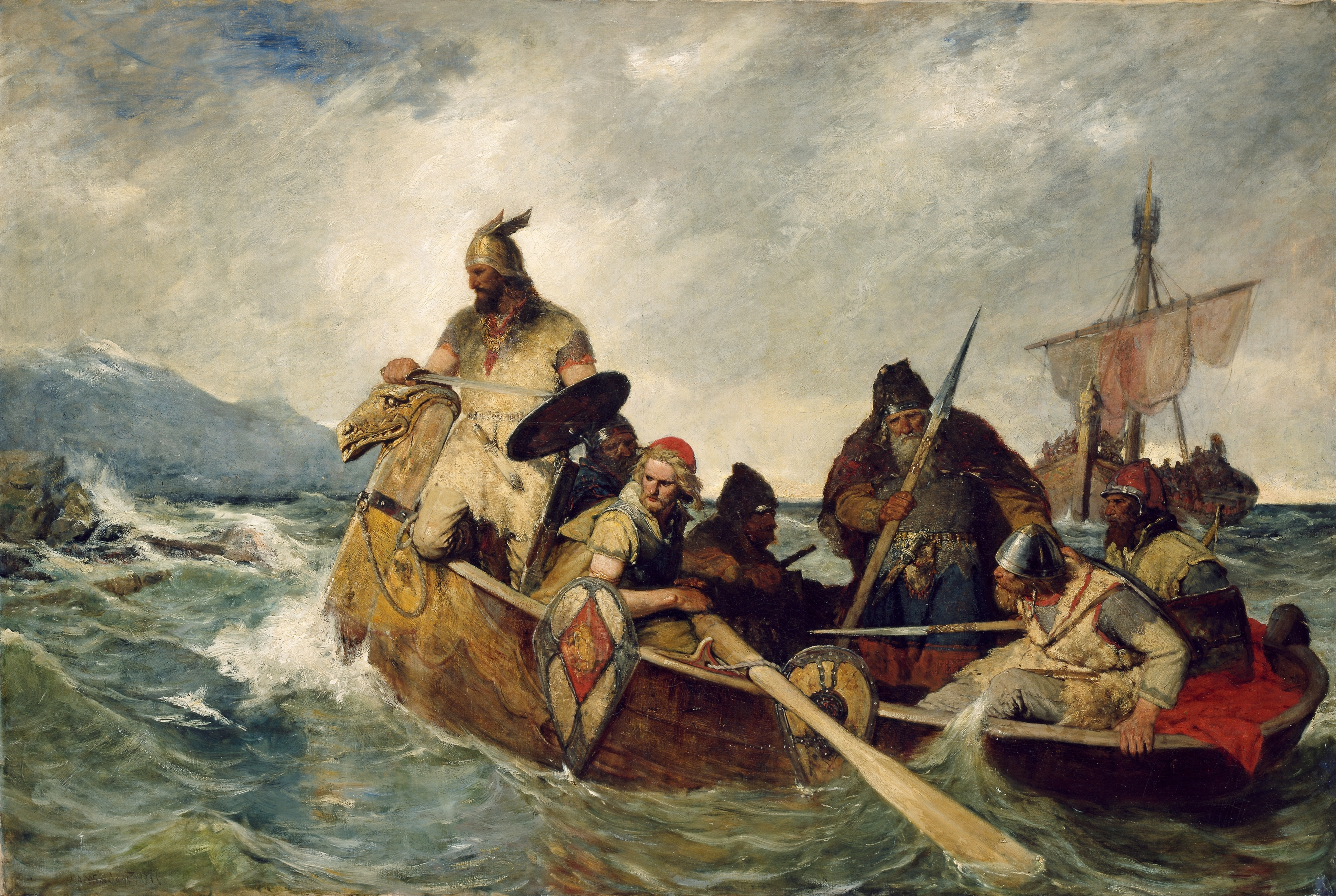
Noruecs desembarquen a Islàndia el 872.

Islàndia va ser descoberta per Naddoddr, un dels primers colons de les Illes Fèroe, que navegava des de Noruega a les Illes Fèroe però es va perdre i es va dirigir a la costa est d'Islàndia. Naddoddr va anomenar al país Snæland (Terra de la Neu). El mariner suec Gardar Svavarsson també es va desviar accidentalment a la costa d'Islàndia. Va descobrir que el país era una illa i la va nomenar Garðarshólmi (literalment, l'Illot de Garðar) i es va quedar durant l'hivern a Húsavík. El primer escandinau que va navegar deliberadament a Garðarshólmi va ser Hrafna-Flóki Vilgerðarson qui es va instal·lar durant un hivern a Vatnsfjörður, Barðaströnd. Era un hivern fred, i quan va veure una mica de gel a la deriva als fiords li va donar a l'illa el seu nom actual, Ísland (Islàndia).
Islàndia es va establir per primer cop al voltant de l'any 870. Se sol considerar que el primer colon permanent a Islàndia va ser un cacic noruec anomenat Ingólfur Arnarson. Segons la història, va llançar dos pilars tallats (öndvegissúlur), per la borda en apropar-se a terra, prometent assentar-se onsevulla que aterressin. Després va navegar al llarg de la costa fins que els pilars van ser trobats al sud-oest de la península, ara conegut com Reikiavik. Allí es va establir amb la seva família al voltant de l'any 874, en un lloc que va anomenar Reykjavík (Badia dels Fums) a causa del vapor geotèrmic que s'elevava de la terra. No obstant això, es reconeix que Ingólfur Arnarson pot no haver estat el primer a establir-se permanentment a Islàndia —pot haver estat Nattfari, un esclau de Gardar Svavarsson que es va quedar enrere quan el seu amo va tornar a Escandinàvia.

### Groenlàndia

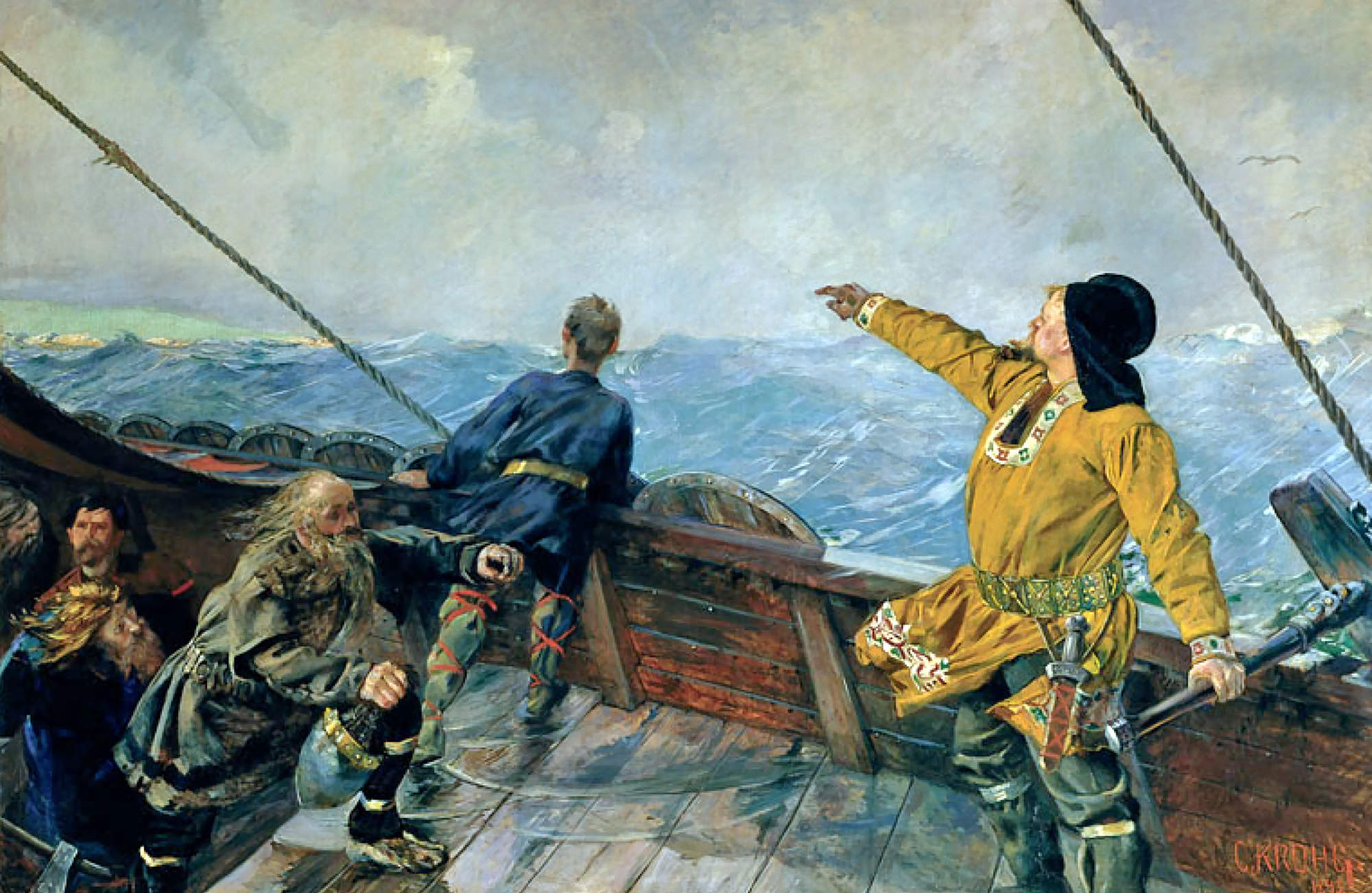
Leif Erikson descobreix Amèrica, representació en pintura de Christian Krohg (1893).

L'any 985, es creu que Erik el Roig va descobrir Groenlàndia després d'haver estat exiliat d'Islàndia per assassinat en 982. Tres anys més tard, en 986, Erik el Roig va tornar amb 14 vaixells supervivents (dels 25 que es van embarcar a l'expedició). Dues zones al llarg de la costa sud-oest de Groenlàndia van ser colonitzades per colons nòrdics, inclòs Erik el Roig, al voltant de 986. La terra era, en els millors casos, marginal per a l'agricultura pastoral nòrdica. Els colons van arribar durant una fase càlida, en què es podien cultivar collites de curta durada com el sègol i l'ordi. També es van criar ovelles i bestiar resistent per a l'alimentació, la llana i els cuirs. La seva principal exportació era el ivori de morsa, que es comercialitzava per obtenir ferro i altres béns que no es podien produir localment. Groenlàndia es va convertir en una dependència del rei de Noruega en 1261. Durant el segle xiii, la població pot haver arribat a ser de fins a 5.000 habitants, dividits entre els dos principals assentaments d'Eystribygð (Assentament Oriental) i Vestribygð (Assentament Occidental). L'organització d'aquests assentaments girava principalment al voltant de la religió, i consistien en unes 250 granges, que es dividien en aproximadament catorze comunitats que se centraven al voltant de catorze esglésies, una de les quals era una catedral a Garðar. La diòcesi catòlica de Groenlàndia estava subjecta a l'arquidiòcesi de Nidaros. Tot i això, molts bisbes van triar exercir aquest càrrec des de lluny. Amb el pas dels anys, el clima va canviar (Petita Edat de Gel). En 1379, l'assentament més septentrional va ser atacat pels Skrælings (paraula nòrdica que significa inuit). Les collites van fracassar i el comerç va disminuir. La colònia de Groenlàndia es va esvair gradualment, l'any 1450, havia perdut el contacte amb Noruega i Islàndia i va desaparèixer de gairebé totes les llegendes escandinaves.

### Amèrica del Nord
El capità d'un vaixell noruec anomenat Bjarni Herjólfsson va ser el primer a creuar una part del continent nord-americà, el 985 quan es va desviar del seu curs navegant a Groenlàndia des d'Islàndia. Expedicions posteriors des de Groenlàndia (algunes dirigides per Leif Erikson) van explorar les zones a l'oest, buscant grans fustes, en particular, per a la construcció —Groenlàndia únicament tenia arbres i arbustos petits. L'activitat regular de Groenlàndia es va estendre a l'illa d'Ellesmere, a l'illa de Skraeling i a l'illa de Ruin per a la caça i el comerç amb els grups inuits. Es va establir un assentament de curta durada a L'Anse aux Meadows, situat a l'illa de Terranova (Canadà), l'evidència arqueològica dels habitatges suggereix que tenia la capacitat de suportar 30-160 persones. Des de 2012 s'han descobert cinc assentaments potencials més que van des de la vall de Tanfield, a l'illa de Baffin, al nord, fins a Point Rosee, al sud.
També hi ha evidència de contacte viking amb els nadius americans. Els vikings es referien a ells com skrælings o algonquins. La lluita entre els nadius i els vikings va tenir lloc amb els nadius que tenien l'armament avançat d'arcs i fletxes. No obstant això, el comerç per bescanvi també va tenir lloc entre ells. Aquest contacte va portar a un acord mutu de dos pobles entre si. Tot i això, el conflicte entre aquests dos grups va portar els vikings a una eventual evacuació de l'àrea.
Els groenlandesos van anomenar el nou territori Vinland. No és clar si Vinland es referia al pensament tradicional com Vínland (terra del vi), o més recentment com Vinland (terra de prats o pastures). En qualsevol cas, sense cap suport oficial, els intents de colonització per part dels nòrdics van resultar fallits. Simplement hi havia massa nadius perquè els groenlandesos els conquistessin o resistissin i es van retirar a Groenlàndia.

### Svalbard
Els vikings van poder haver descobert Svalbard ja al segle xii. Hi ha relats tradicionals nòrdics d'una terra coneguda com Svalbarð, literalment 'riba freda'. Però aquesta terra també podria haver estat l'illa de Jan Mayen, o una part de l'est de Groenlàndia. L'holandès Willem Barents va fer el primer descobriment indiscutible de l'arxipèlag de les Svalbard el 1596.

## Proves genètiques i les seues implicacions
Els estudis sobre la diversitat genètica han proporcionat una confirmació científica que acompanya les proves arqueològiques de l'expansió vikinga. A més, indiquen patrons d'ascendència, impliquen migracions noves i mostren el flux real d'individus entre regions dispars. Tot i això, els intents de determinar la genètica històrica de la població es compliquen per les migracions posteriors i les fluctuacions demogràfiques. En particular, les ràpides migracions del segle xx han dificultat l'avaluació dels estats genètics anteriors.
Les proves genètiques contradiuen la percepció comuna que els vikings eren principalment saquejadors i assaltants. Un article de Roger Highfield , resumeix les investigacions recents i arriba a la conclusió que, com que hi ha marcadors genètics tant masculins com femenins, les proves són indicatives de colonització en lloc d'incursió i ocupació. Això no obstant, això també es posa en dubte per les proporcions desiguals d'haplotips masculins i femenins que indiquen que hi havia més homes assentats que dones, un element d'una població de saqueig o ocupació.

### Haplotips mitocondrials i del cromosoma Y
Els haplotips del cromosoma Y serveixen com a marcadors del llinatge patern de manera molt similar a com l'ADNm representa el llinatge matern. Junts aquests dos mètodes proporcionen una opció per rastrejar la història genètica d'un poble i traçar les migracions històriques tant d'homes com de dones.
Sovint considerades les restes més pures de l'antiga genètica nòrdica, els islandesos tracen el 75-80% de la seva ascendència patrilineal a Escandinàvia i el 20-25% a Escòcia i Irlanda. Pel costat matern, el 37% és d'Escandinàvia i el 63% restant és majoritàriament escocès i irlandès. Islàndia també té un dels registres de llinatge més ben documentats que, en molts casos, es remunta a quinze generacions i almenys 300 anys. Aquests estan acompanyats per un dels majors registres genètics que han estat recollits per la genètica deCODE. Junts, aquests dos registres permeten una visió més fiable de l'estructura genètica escandinava històrica, tot i que la genètica d'Islàndia està influenciada per la migració nòrdic-britànica, així com per la que prové directament d'Escandinàvia.

#### Grups Y comuns
El haplogrup I-M253, també conegut com haplogrup I1, és el haplotip més comú entre els homes escandinaus. És present al 35% dels homes a Noruega, Dinamarca i Suècia, i el 40% dels homes a l'oest de Finlàndia.
El haplogrup R1b del cromosoma Y és un altre haplotip molt comú a tot Europa Occidental. Tot i això, no està clarament vinculat als vikings oa la seva expansió. Hi ha indicis que un filament mutant, R-L165, pot haver estat portat a Gran Bretanya pels vikings, però el tema no és actualment concloent.

#### C1
El haplotip mitocondrial C1 és principalment un haplotip d'Àsia Oriental-Americana que es va desenvolupar just abans de la migració a través de la mar de Bering. No obstant això, aquest haplotip matern es va trobar en diverses mostres d'Islàndia. Encara que originalment es considerava que era un immigrant del segle xx, una anàlisi més completa ha demostrat que aquest haplotip ha estat present a Islàndia durant almenys 300 anys i és diferent d'altres llinatges C1.

#### Històries de cognoms i l'haplotip Y
Hi ha proves que suggereixen que els haplotips Y poden combinar-se amb històries de cognoms per representar millor les poblacions històriques i evitar que les migracions recents enfosqueixin el registre històric.

### Cys282Tyr
Cys282Tyr (o C282Y) és una mutació al gen HFE que s'ha relacionat amb la majoria dels casos d'hemocromatosi hereditària. Les tècniques genètiques indiquen que aquesta mutació es va produir fa aproximadament 60-70 generacions o entre els anys 600 i 800, assumint una durada de generació de 20 anys. La distribució regional d'aquesta mutació entre les poblacions europees indica que es va originar al sud d'Escandinàvia i es va estendre amb l'expansió vikinga. A causa del moment en què es va produir la mutació i els posteriors moviments de població, el C282Y és molt prominent a Gran Bretanya, Normandia i el sud d'Escandinàvia, encara que el C282Y s'ha trobat a gairebé totes les poblacions que han estat en contacte amb els vikings.